# Bernabé Cobo
Bernabé Cobo (geb. 1580 in Lopera; gest. 1657 in Lima) war ein spanischer Chronist, Jesuit und Naturforscher, der als Missionar in Südamerika wirkte. Er ist bekannt als Verfasser einer Historia del Nuevo Mundo (Geschichte der Neuen Welt), die eine wertvolle Quelle zur Inka-Kultur darstellt.

## Historia del Nuevo Mundo
Die Historia del Nuevo Mundo (Geschichte der Neuen Welt) wurde ungefähr Mitte des 17. Jahrhunderts verfasst.  Ins Englische wurde unter dem Titel History of the Inca Empire von Roland Hamilton derjenige Teil von Cobos umfangreichen Manuskripten übersetzt, der sich auf die Geschichte des Königreichs Peru konzentriert, wobei der Band einen allgemeinen Bericht über das Aussehen, den Charakter und die Kleidung der Indianer sowie eine hervorragende Abhandlung über die Inkas – ihre Legenden, ihre Geschichte und ihre sozialen Institutionen enthält.
1890–1893 erschien die erste Ausgabe in Sevilla.